# Ménil-Annelles
Ménil-Annelles település Franciaországban, Ardennes megyében. Lakosainak száma 102 fő (2022. január 1.). Ménil-Annelles Annelles, Mont-Laurent, Pauvres, Saulces-Champenoises, Seuil és Ville-sur-Retourne községekkel határos.

## Népesség
A település népességének változása:
| Lakosok száma | 161  | 120  | 113  | 99   | 98   | 101  | 108  | 113  | 116  | 102  |
|               | 1968 | 1982 | 1990 | 2006 | 2013 | 2015 | 2017 | 2019 | 2020 | 2022 |